# فیلیپ تورچیو
فیلیپ تورچیو (انگلیسی: Philip Torchio; ۲ اوت ۱۸۶۸ – ۱۴ ژانویهٔ ۱۹۴۲) یک مهندس برق اهل ایالات متحده آمریکا بود. وی همچنین برندهٔ جوایزی همچون مدال ادیسون انجمن مهندسان برق و الکترونیک شده است.